# ام ایکس‌اس
ام ایکس‌اس (به انگلیسی: MX_Aircraft_MXS) یک هواگرد ملخ‌پیشین تک‌موتوره از نوع آکروجت ساخت شرکت MX Aircraft است.